# Klaus Weller
Klaus Weller (* 25. Dezember 1954 in Hamburg) ist ein deutscher Filmemacher, Kameramann, Dramaturg und Dozent.

## Leben
Klaus Weller ist Sohn eines Architekten und einer Schuhhändlerin. 1974 absolvierte er sein Abitur am Gymnasium Bismarckschule in Elmshorn, danach seinen Zivildienst in verschiedenen Einrichtungen des DPWV Hannover. Er begann eine Ausbildung zum Kameraassistenten beim NDR in Hannover und produzierte erste Kurzfilme auf Super 8 und 16-mm-Film.
Nach sechs Semestern des Studiums der Politologie und Germanistik an der Universität Hannover absolvierte er an der Gesamthochschule Kassel den Studiengang Visuelle Kommunikation, Abteilung Film und Trickfilm. Anschließend zog er nach Hamburg, wo er als Regisseur und Kameramann für Werbefilme arbeitete und weitere Kurzfilme herstellte. Nach einer dramaturgischen Zusatzausbildung arbeitete er jahrelang als freier Drehbuch-Lektor für die Hauptredaktion Fernsehspiel des Senders ZDF.
1997 gründete Klaus Weller die Drehbuchwerkstatt Hamburg e.V. zur Planung, Organisation und Betreuung von Dramaturgie- und Drehbuchseminaren. 2004 gründete er die Produktionsfirma films4you zur Herstellung von Kurz- und Werbefilmen. Ebenfalls 2004 gründete er den gemeinnützigen Verein Jugendfilm e.V., in dem Profis Kinder und Jugendliche anleiten, eigene Filme zu drehen. Mit Jugendfilm e.V. erstellte er über 300 Kurzfilme, die über 100 Preise und Auszeichnungen auf nationalen und internationalen Festivals und Wettbewerben erhielten. Auf der Webseite Die-besten-Spielfilme analysiert Klaus Weller aus dramaturgischer Sicht herausragende Spielfilme der vergangenen Jahrzehnte und ordnet sie filmhistorisch ein. Das Projekt wird gefördert vom Bundesbeauftragten für Kultur und Medien (BKM).

## Werke (Auswahl)

### Kurzfilme
- 1981: Der Mann, der dem Stadtdirektor die Zunge rausstreckte, 16 mm, Slapstick, 7 Min.
- 1982: Eiapopeia, Experimentalfilm, 16 mm, 1 Min., Verleih: SCOTIA + Inter Nationes
- 1985: … aufgeräumt, 16 mm, Dokumentation, 7 Min.
- 1986: ABC, 16 mm, Trickfilm, 4 Min., Hamburger Filmbüro
- 1987: Der Mensch wird abgeschafft (zusammen mit Achim Amme), 16 mm, Musikvideo, 3 Min., SBS TV
- 1987: Stand Aside (zusammen mit Kazimierz Bendkowski), 16 mm, Musikvideo, 3 Min., Nominierung zum Deutschen Kamerapreis
- 1988: Gold, 16 + 35 mm, Animationsfilm, 4 Min., Verleih: Tobis Filmkunst
- 1991: Capriccio, 16 mm, Animationsfilm, 3 Min., Verleih: SCOTIA
- 1992: Hojotoho, 35 mm, Animationsfilm, 3 Min., Produktion: Premiere Medien GmbH
- 1995: Die Geschichte von Ludwig, 16 mm, Dokumentation, 29 Min.,
- 2005: Da pecuniam, HD, Spot, 1 Min., 8 Preise und Auszeichnungen
- 2006: Herzlich Willkommen in Santa Fu!, HD, Dokumentation, 29 Min., Ausschnitte auf N3, Preis Bündnis für Demokratie und Toleranz
- 2010: Kinder an die Macht, HD, Anarchokomödie, 5 Min., 1. Preis der Jury YOUKI
- 2010: Macht des Schicksals, HD, Melodrama, 10 Min., 1. Preis der Jury Dithmarscher Kurzfilmfest
- 2013: Bisschen komisch, HD, Actionkomödie, 3 Min., Best Movie 5th Festival Internacional PEQUENO CINEASTA, Rio de Janeiro
- 2013: Balancieren (Drehbuch + Produktionsleitung), 5K, Drama, 3 Min., Filmförderung Hamburg-Schleswig-Holstein GmbH
- 2015: Bimbo, HD422, Social Spot, 11 Min., Förderprogramm der BASFI „Stadt mit Courage“
- 2018: Meine peinliche Mutter, HD422, Komödie, 4 Min., „Goldfish“ FiSH Filmfestival im Stadthafen Rostock
- 2019: Einst und Jetzt, 8 mm, 2K + 5K, Musikvideo (Lyrik + Musik: Achim Amme), 5 Min.

### Bücher
- 1992: Drehbuch Solange ich lebe (zusammen mit Achim Amme), Thrillerdrama, Kulturelle Filmförderung Niedersachsen, Autorenvertrag mit Rowohlt Verlag GmbH
- 1998: Drehbuch Tod macht erfinderisch (zusammen mit Frank Sauerland), Thrillerkomödie, Filmförderung Hamburg-Schleswig-Holstein GmbH
- 2000: Drehbuch Dezemberküsse (zusammen mit Gabriel Bornstein), Thrillermelodrama, verfilmt von Full House Film, Weltvertrieb: LifeSize Ent. USA
- 2002: Drehbuch Der Teufelsbraten (zusammen mit Gabriel Bornstein), Komödie, Filmförderung Hamburg-Schleswig-Holstein GmbH, Autorenvertrag mit Rowohlt Verlag GmbH
- 2003: Drehbuch Papierpiraten (zusammen mit Christina Schindler), Trickfilm, Kuratorium Junger Deutscher Film + BKM
- 2014: Drehbuch Hartz IV Gangster (zusammen mit Gabriel Bornstein), Gettodrama, Filmförderung Hamburg-Schleswig-Holstein GmbH
- 2015: Sachbuch Film School, 230 Seiten, Herbert von Halem Verlag, Köln 2015

### Auszeichnungen (Auswahl)
- 1982: Zuschauerpreis Filmothek der Jugend – Oberhausen, für den Slapstickfilm Der Mann, der dem Stadtdirektor die Zunge rausstreckte
- 1985: Zuschauerpreis Filmothek der Jugend – Oberhausen, für die Dokumentation Die Geschichte von Ludwig
- 1986: 1. Preis, Hamburger Kurzfilmfestival, für die Dokumentation … aufgeräumt
- 1989: Prädikat „besonders wertvoll“ für den Animationsfilm Gold
- 1990: Prädikat „besonders wertvoll“ für die Dokumentation … aufgeräumt
- 1999: Corporate Media Award (Kamera), für den Industriefilm Neulich in der Flensburger Brauerei
- 2001: Gewinner der Krimistoffbörse von „Tatort Eifel“ für das Exposé des Thrillermelodramas Schnee von heute
- 2004: Silver Remi Award, Worldfest Houston für das Thrillermelodrama Dezemberküsse (Drehbuch, Kamera, Produktionsleitung)
- 2005: Preis von Hamburg 1 + Publikumspreis bei der Hamburger Jugendmediale für den Spot Da pecuniam!
- 2006: Best Film 1 Minute, KIDS FOR KIDS – CIFEJ und Camera Zizanio – Olympiafestival, für den Spot Da pecuniam!
- 2007: Preis, Bündnis für Demokratie und Toleranz, für die Dokumentation Herzlich Willkommen in Santa Fu!
- 2011: 1. Preis der Jury, Dithmarscher Kurzfilmfest, für das Melodrama Macht des Schicksals
- 2011: YOUKI Österreich, 1. Preis der Jury für Kinder an die Macht[5]
- 2012: 2. Preis der Jury + Publikumspreis, Dithmarscher Kurzfilmfest, für das Dokuspiel Liebe – was ist das?[6]
- 2015: Best Movie, 5th Festival Internacional Pequeno Cineasta, Rio de Janeiro für die Actionkomödie Bisschen komisch
- 2019: Goldfish, FiSH Filmfestival im Stadthafen Rostock für die Komödie Meine peinliche Mutter[7]

### Lehrtätigkeiten (Auswahl)
- 2000: UNI Hildesheim: Praxisseminare „Von der Idee zum Dreh“ (Sommersemester)
- 2003: Gesamthochschule Kassel, FB: Visuelle Kommunikation: Praxisseminar (Wintersemester)
- 2004: HTK Hamburger Technische Kunstschule, Gastdozent: „Dramaturgie von Werbespots“ (Sommersemester + Wintersemester 2008)
- 2005: die medienakademie Hamburg: Analyse und Produktion von Kurzfilmen (Wintersemester)
- 2007: LI – Lehrerinstitut Hamburg: Praxisworkshop für Kunsterzieher
- 2008: Drehbuchwerkstatt Hamburg e.V.: Praxisseminare „Von der Idee zum Dreh“
- 2008: Fachhochschule Dornbirn: Praxisseminar „Klappe, die erste“ (Wintersemester)
- 2010: IN.D – Institute of Design: Praxisseminare „Produktion von Internetspots“ (Sommersemester 2008 – Wintersemester 2010)
- 2015: Texterschmiede: Seminar „Dramaturgie von Werbespots“